# Guy Oberson
 (août 2017).
Si vous disposez d'ouvrages ou d'articles de référence ou si vous connaissez des sites web de qualité traitant du thème abordé ici, merci de compléter l'article en donnant les références utiles à sa vérifiabilité et en les liant à la section « Notes et références ».
Guy Oberson, né en 1960 à Billens, est un artiste suisse contemporain qui vit et travaille à Lentigny, Paris et Berlin.

## Biographie
Guy Oberson est issu de la campagne fribourgeoise. Quittant Fribourg en 1979, il se rend à Rapperswil où il suit une formation pour la restauration des peintures murales. Il travaille également dans le domaine socio-éducatif, particulièrement dans les milieux de la toxicomanie. Il n'abandonne toutefois jamais son activité de peintre et à partir de l'année 2000, il s'y consacre entièrement. Dès 2002, il utilise la pierre noire, une technique qu'il développe presque exclusivement durant plusieurs années et qui devient une particularité de sa création. En 2006, il réalise sa première exposition personnelle à Paris, à la galerie Idées d'artistes. En 2011, il s'installe à Berlin à la suite de l'obtention d'une résidence de l'État de Fribourg. 
Dès 2012, Guy Oberson développe un nouveau thème intitulé Terrestres. Dans ce travail, il explore la relation à la nature et à la part animale, sédiments des comportements primitifs, croyances et mythologies. Entre 2013 et 2015, les œuvres et installations issues de Terrestres sont montrées notamment au musée de Charmey en Suisse, à la chapelle du Méjan à Arles en France, au Musée Mosbroïch de Leverkusen et à la Villa Merkel à Esslingen. Elles donnent aussi lieu à une publication au titre éponyme, avec la participation de l’écrivaine Nancy Huston, aux éditions Actes Sud.
Parallèlement, Guy Oberson poursuit un travail commencé dès 2008, en posant un regard sur les transformations climatiques et leurs interactions avec l'économie et la politique. Nourri par des voyages en Palestine, en Chine ou en Alberta, il réalise en 2015 au musée d'art et d'histoire de Fribourg en Suisse, une exposition intitulée Erreur de Paradis. En 2016, il est le curateur d'une carte blanche à la Galerie C à Neuchâtel. Cette exposition explorera un thème auquel l'artiste donnera le titre de Zones poreuses. En 2017, Guy Oberson est invité par le curateur et critique d'art Philippe Piguet pour une exposition monographique à la galerie de l'Étrave, l'espace d'art contemporain de la ville de Thonon-les-Bains. Sous le titre de Je ne peux fermer les yeux, cette exposition de grands formats à la pierre noire, relie ses thèmes de prédilection : le portrait, le corps, les sujets politiques auxquels il ajoute la tragédie de Shakespeare avec Othello.
Il reçoit  en 2014, le prix de la Fondation Bédikian et en 2016 le Prix culturel de l'État de Fribourg. 
La peinture-performance est une part importante du travail de Guy Oberson. Il participe à des œuvres collectives (avec des musiciens ou dans des théâtres) ainsi qu'à des réalisations en solo à partir d'œuvres littéraires, notamment à Montréal, où un film de la performance intitulée La terre nous est étroite inspirée d'un poème de Darwich a été réalisé par la réalisatrice canadienne Jennifer Alleyn.
De 2013 à 2020 il a été le compagnon de l’écrivaine Nancy Huston, tous deux ont réalisé plusieurs livres en commun.

## Expositions

### Personnelles (sélection)
- 2017 : Je ne peux fermer les yeux, Galerie de l'Étrave, Espace d'art contemporain, Thonon-les-Bains
- 2015 : Erreur de Paradis, Musée d’art et d’histoire de Fribourg, Fribourg
- 2015 : Semblance, Espace du Méjan, Arles
- 2013 : Terrestres, Musée de Charmey, Charmey
- 2012 : Perf O, performance et expo personnelle, Galerie C, Neuchâtel
- 2012 : Endless Walls, Infinty Sky, Galerie d'(A), Lausanne
- 2011 : Guy Oberson, Malerei, Uferhalle, Berlin
- 2010 : Ciels de cendre, Galerie Fallet, Genève
- 2010 : Élévation(s), Fondation Grand-Cachot-de-Vent, La Chaux-du-Milieux
- 2009 : Morsures de lumière, Galerie Polad-Hardouin, Paris
- 2007 : À fleur de peau, Galerie Fallet, Genève
- 2006 : L’œuvre au noir, Galerie Idées d'artistes, Paris
- 2004 : Guy Oberson, Galerie Nelly L'Eplattenier, Lausanne

### Collectives (sélection)
- 2018 : 73e Biennale d'art contemporain, Musée des beaux-arts, La Chaux-de-Fonds

- 2017 : Grand trouble, exposition collective, La Halle Saint Pierre, Paris
- 2017 : Solus, Domus Poetica, Espace Culturel, Bellinzone
- 2016 : Zones Poreuses, carte blanche à Guy Oberson, Galerie C, Neuchâtel
- 2016 : Credo, Galerie Vincent Sator, Paris
- 2016 : 72e Biennale d'art contemporain, Musée des beaux-arts, La Chaux-de-Fonds
- 2016 : Dons majeurs du Fonds Maximilien de Meuron 1916-2016, Musée d'art et d'histoire, Neuchâtel
- 2015 : Jäger & Sammler, Villa Merkel, Esslingen
- 2014 : Jäger & Sammler, Musée Morsbroich, Leverkusen
- 2013 : Black out, Galerie Jordan/Seydoux, Berlin
- 2013 : Portraits, Galerie C, Neuchâtel
- 2012 : Sous-verre, Vitromusée, Romont, Suisse
- 2011 : Enigmatics Fantasies, Galerie Altro Mondo, Manille, Philippines
- 2011 : Shanghai Contemporary 2011 avec la galerie Altro Mondo, foire, Shanghai
- 2009 : Artistes fribourgeois contemporains Musée d’art et d’histoire de Fribourg, Fribourg
- 2007 : Intranquille amour, Galerie Polad-Hardouin, Paris - France
- 2007 : Au-delà du corps, Biennale d’art contemporain, Aix-sur-Vienne, France
- 2007 : La part d’ombre, Galerie Idées d’artistes, Paris
- 2004 : Fragments d’artistes, de L. Arickx à Vélickovic Galerie Idées d'artistes, Paris

### Performances/théâtre/in situ
- 2012 : La terre nous est étroite, performance, Studio Edmund Alleyn, Montréal, Canada
- 2010 : Notre besoin de consolation est impossible à rassasier,  mise en scène C. Egger, Nouveau Monde, Fribourg
- 2005 : Connecté,  mise en scène C. Egger, Nouveau Monde, Fribourg
- 2005 : Jardin d’artiste, Festival Science et cité, Jardin botanique, intervention in situ, Fribourg

### Monographies
- Mélanie Roh et Victor Stoichita (ill. Guy Oberson), Erreur de paradis (Catalogue d'exposition), Fribourg, Musée d'art et d'histoire de Fribourg, 2015
- Nancy Huston et Philippe Piguet (préf. Alain Berset, ill. Guy Oberson), Sous la peau du monde (monographie), Berne, Éditions Till Schaap Genoud, 2015 (ISBN 978-3-03828-045-3)[12]
- P. Javnovjak, D. Polad-Hardouin et C. Schuster-Cordone (ill. Guy Oberson), Morsures de lumière, paysages et portraits (catalogue), Paris, galerie Polad-Hardouin, 2009
- Jacques Sterchi, Guy Oberson : La tentation du portrait, dessins et peintures, 2002-2004, Fribourg, Kokto kopyright, 2004

### Livres d'artistes
- Guy Oberson et Nancy Huston, La fille poilue, Nolay, Éd. du chemin de fer, 2016, 72 p. (ISBN 978-2-916130-83-5)
- Guy Oberson et Nancy Huston, Terrestres, Arles, Actes Sud, 2014, 120 p. (ISBN 978-2-330-03667-6)
- Guy Oberson et Nancy Huston, Poser nue, Paris, Biro & Cohen, 2011, 56 p. (ISBN 978-2-35119-095-1)
- Guy Oberson et Jacques Sterchi, Légère intrusion, correspondance, Zurich, Éd. Kokto kopyright, 2002
- Guy Oberson et Jacques Sterchi, Grand œuvre I, II, III, IV, correspondance, Zurich, Éd. Kokto kopyright, 2002

### Catalogue collectifs
- Jäger & Sammler in der zeitgenössischen kunst, texte de Fritz Emslander, Cologne, Wienand Verlag, 2014
- Azart 10 ans, 280 rencontres insolites de peintures du XXIe siècle, Paris, Éditions Azart, 2011
- Intranquille amour, textes de E. Couturier, J.-M. Hirt, M. Mine et D. Polad-Hardouin, Paris, galerie Polad-Hardouin, 2007
- Au delà du corps : 4e biennale d’art contemporain, Aixe-sur-Vienne, Lyon, Artension, 2007

### Revues
- Guy Oberson, galerie Fallet,texte de Françoise-Hélène Brou, Scènes magazines no 220, Genève, 2010
- Guy Oberson, Les vibrations évanescentes, texte de Gérard Gamand, AZART no 38, Paris, 2009
- Tableaux, tombeaux, mouvements de cendres, Texte d’Olivier Capparos, Lampe-tempête, Paris, 2009
- À fleur d’âme, texte de Françoise-Hélène Brou, Scènes magazines no 198, Genève, 2007
- Révéler le mystère, Jean-François Baudé et Guy Oberson, Texte de Pierre Souchaud, Artension, Lyon, 2006

### Textes (sélection)
- Guy Oberson, Horizons incertains, Walter Tchopp, Directeur du Musée d’Art et d’Histoire de Neuchâtel, 2010
- Griffures de l’ombre et du temps, Françoise Jaunin, critique d’art, 2010
- Guy Oberson, galerie Polad-Hardouin, Itzhak Goldberg, critique d’art, 2009
- Des portraits de Guy Oberson, « Arracher la figure au figuratif », Pascal Janoviak, écrivain, 2006
- Portraits cicatriciels, Nicolas Couchepin, écrivain, 2006